# Rômulo Lupo
Rômulo Lupo (Araraquara, 1 de fevereiro de 1902 – Araraquara, 24 de abril de 1976) foi um empresário e político brasileiro. Proprietário da Lupo, fabricante de artigos esportivos e de moda íntima, serviu como prefeito de Araraquara por 2 mandatos não consecutivos entre 1956 e 1960 e de 1964 a 1969. Atuou também como voluntário na Revolução Constitucionalista de 1932.

## Biografia
Filho de Henrique Lupo e Judith Bonini Lupo, era o primogênito de uma família numerosa, tendo outros 9 irmãos: Rolando, Maria Renata, Edda, Henriqueta, Aldo, Ione, Élvio, Wilton e a caçula Nereide. Quando Rômulo nasceu, a família residia na rua 9 de Julho, próximo ao largo Santa Cruz. Nessa época, seu pai Henrique possuía a relojoaria A Pêndula da Perfeição, localizada na mesma rua. Tendo concluído o curso primário em Araraquara, mudou-se para São Paulo para concluir o curso secundário no Liceu Coração de Jesus.
Desde muito cedo, Rômulo mergulhou no aprendizado prático dos negócios ao lado do pai. Desde os tempos da relojoaria e do comércio dos produtos dentários, abandonados no momento em que a Lupo se firmou, ele começou a viajar. Assim que estava com a carteira de motorista em mãos, expedida em 4 de setembro de 1922, Rômulo passou a percorrer a freguesia no seu carro Ford. Meticuloso, mesmo que o céu estivesse limpo, ele achava bom levar as correntes para as rodas, pneus sobressalentes, espátula e cola para remendar câmaras. Conferia-se o arsenal típico de caixeiros-viajantes. A diferença é que a maioria usava trens e jardineiras.
À medida que a fábrica crescia e a marca Lupo ganhava prestígio desde sua fundação em 1921, as distâncias e durações das viagens aumentaram na mesma proporção. O mercado local conquistado, as meias avançaram pela região, espalharam-se pelo país, ocupando espaço. Rômulo foi um pioneiro nessas viagens, atravessando o Brasil inteiro antes de assumir juntamente com a família a direção da Lupo.
Em 10 de julho de 1939, casou-se em primeiras núpcias com a senhorita Luiza Adélia Eberle Lupo. Desse matrimônio nasceu a filha Judith Elisa Lupo. Permaneceu por apenas dois anos casado, ficando viúvo em julho de 1941, época em que sua filha Judith tinha apenas 14 meses de vida. Muitos anos após a morte de Luiza, casou-se com a professora Clarisse Venusso, em 27 de novembro de 1962, que deu à luz a sua filha Cristiana. Com Clarisse, esteve casado por 13 anos até sua morte em 24 de abril de 1976, após passar seus últimos dias internado na Santa Casa de Misericórdia. Encontra-se sepultado no jazigo da família no Cemitério São Bento.

## Carreira política
Implantou o serviço de trólebus na cidade após viajar para a Itália com recursos próprios. Por anos presidente da Lupo, tinha como característica de governar com mão de ferro, despachando dentro de gabinete instalado dentro da fábrica de seu pai.
Foi vereador por um breve período em 1936. Empresário reconhecido, foi convidado a ser candidato a deputado estadual, mas decidiu ficar apenas na política local. Nas eleições de 1955, elegeu-se prefeito pelo PTB, chefiando o Poder Executivo municipal entre 1956 e 1960. Dentre os principais feitos do 1.º mandato, trouxe o telefone automático e os ônibus elétricos para o município, inaugurou o Mercado Municipal e também construiu o antigo Terminal Rodoviário, que abriga hoje o Terminal Central de Integração do transporte público urbano.
Voltou a eleger-se prefeito nas eleições de 1963, dessa vez filiado à UDN. No 2.º mandato, construiu a Biblioteca Municipal "Mário de Andrade" e o Cemitério das Cruzes, popularmente conhecido como Cemitério dos Britos, planejou as obras do Gigantão e do Hotel Eldorado e também instalou as primeiras antenas de TV na torre do relógio da Fábrica Lupo.